# فریگیت کلاس مسترال
فریگیت کلاس مسترال (به انگلیسی: Maestrale-class frigate) یک کلاس از کشتی است که طول آن 122.7 m می‌باشد.